# Police montée du Nord-Ouest

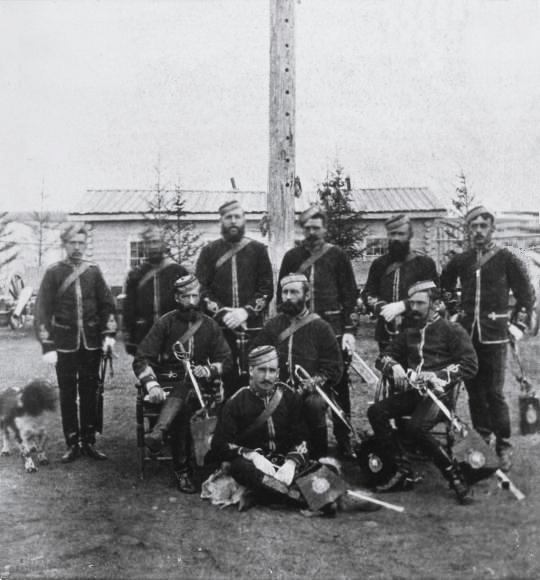
Agents de la Police montée du Nord-Ouest, Fort Walsh, Sask., 1878

La Police montée du Nord-Ouest (1873-1920) était une force de police canadienne pour l'Ouest Canadien au moment de sa colonisation au XIXe siècle, après le transfert de la Terre de Rupert et du Territoire du Nord-Ouest au Canada par la Couronne Britannique. Elle est à l'origine de la Gendarmerie royale du Canada.

## Histoire
Le 23 mai 1873, la North West Mounted Police (Police montée du Nord-Ouest ou Police à cheval du Nord-Ouest) est fondée par sir John A. Macdonald, père de la Confédération canadienne et premier ministre du Canada. Le nom retenu était plus descriptif de son rôle que le nom de North West Mounted Rifles (Fusiliers montés du Nord-Ouest) suggéré originellement et moins susceptible d'attirer l'antagonisme des amérindiens et du gouvernement américain. La NWMP devait appliquer la loi dans les territoires du nord-ouest canadien (comprenant alors l'Alberta, la Saskatchewan, une bonne partie du Manitoba, les Territoires du Nord-Ouest actuel, le Yukon et le Nunavut), d'établir des relations amicales avec les Premières Nations (Amérindiens) et d'ouvrir les terres à la colonisation.
Sa création et son déploiement ont été rendus nécessaires parce que des marchands de whisky américains empiétaient sur le territoire canadien, causant des problèmes et menant à un massacre dans la région de la montagne de Cyprès. Sur une suggestion d'un de ses ministres, Macdonald ordonna que la force soit vêtue de rouge, très britannique, pour bien les différencier du bleu des troupes américaines. La NWMP fut organisée comme une unité de cavalerie britannique en régiments et maintient encore certaines de ces traditions aujourd'hui.
Après la Première Guerre mondiale, un changement de vocation s'imposait pour le NWMP car l'Ouest canadien était devenu une zone de fermes plutôt que des territoires amérindiens. Elle fusionna avec la Dominion Police le 1er février 1920 pour devenir la Gendarmerie royale du Canada. Son nouveau rôle est depuis de voir au respect des lois fédérales canadiennes à travers le pays: contrebande, drogue, antiterrorisme, etc., similairement au FBI. Sauf au Québec et en Ontario, elle est également louée comme force de police pour faire respecter la loi dans les zones non urbaines.

### Marche vers l'Ouest

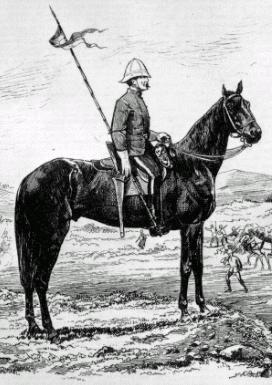
Lancier de la NWMP, 1875.

Commandée par le colonel George Arthur French, la première troupe de la NWMP partit de Fort Dufferin, au Manitoba, le 8 juillet 1874 en direction de ce qui est aujourd'hui l'Alberta. Elle comprenait 22 officiers, 253 hommes (divisés en constables et sous-constables), 142 bœufs de trait, 93 têtes de bétail, 310 chevaux, 114 carrioles de Rivière Rouge, 73 chariots, 2 gros fusils de 9 livres, 2 mortiers, des moissonneuses, des forges et des cuisines mobiles. Le périple fut consigné dans le journal d'Henri Julien, un artiste envoyé par le Canadian Illustrated News pour immortaliser l'événement.
La marche vers l'Ouest de ce contingent a été très importante pour l'établissement du pouvoir central sur ces territoires éloignés près de la frontière américaine (le 49e parallèle). Si elle n'avait pas été un succès, les projets de colonisation auraient été retardées de plusieurs années. De plus, elle ouvrit le sud des Prairies au passage du train transcontinental en construction par le Canadien Pacifique qui serait autrement passé plus au nord par les régions déjà connues le long de la rivière Saskatchewan Nord, passant par Prince Albert, Battleford et Edmonton. Sa réussite permit le passage du train plus près de la frontière, donnant une raison économique à la création des villes comme Brandon, Régina, Moose Jaw, Swift Current, Medicine Hat et Calgary repoussant ainsi l'expansionnisme américain.

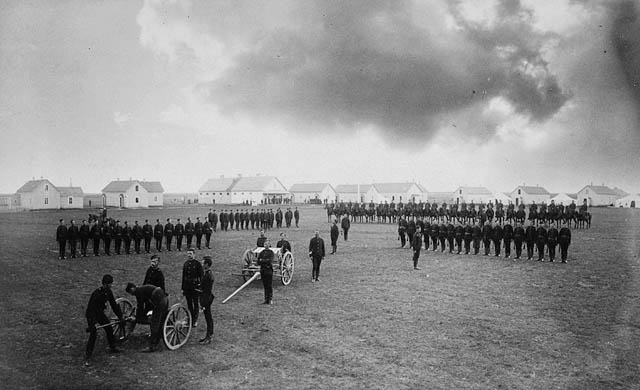
Casernement de la Police à cheval du Nord Ouest, Régina, 1885

La première activité de la troupe, une fois rendue, fut de réguler la vente de whisky et de maintenir les ententes avec les tribus amérindiennes. On établit différents postes et l'officier responsable de chaque poste fut nommé officier de justice lui donnant les pouvoirs de tenir cour de justice pour les infractions commises dans son territoire. Cette structure amena une stabilité et un sens de justice inconnus dans les territoires américains plus au sud. De plus, l'accent porté à faire respecter les droits des autochtones attira le respect de ces derniers. Lors des campagnes de l'armée américaine contre les Sioux en 1876, Sitting Bull et ses hommes se réfugièrent dans le sud de la Saskatchewan. James Morrow Walsh, qui était responsable de la région de Wood Mountain pour la NWMP, entra en accord avec Sitting Bull afin de les aider. Les deux devinrent de bons amis.
La première base permanente, la Division Dépôt, fut établie sur les lieux du premier campement en 1874, soit à l'emplacement de la ville actuelle de Regina. La base fut officiellement fondée en 1885.
Dans les années 1880, la NWMP se voit confier le mandat d'aider l'armée canadienne à mâter la rébellion des Métis sur l'actuelle Saskatchewan. La rébellion du Nord-Ouest se termina par la défaite des Métis lors de la bataille de Batoche, le 12 mai 1885. Le chef des Métis, Louis Riel, est gardé par la NWMP et jugé par un tribunal qui le condamne à la pendaison. Il est exécuté le 16 novembre 1885.

### Klondike

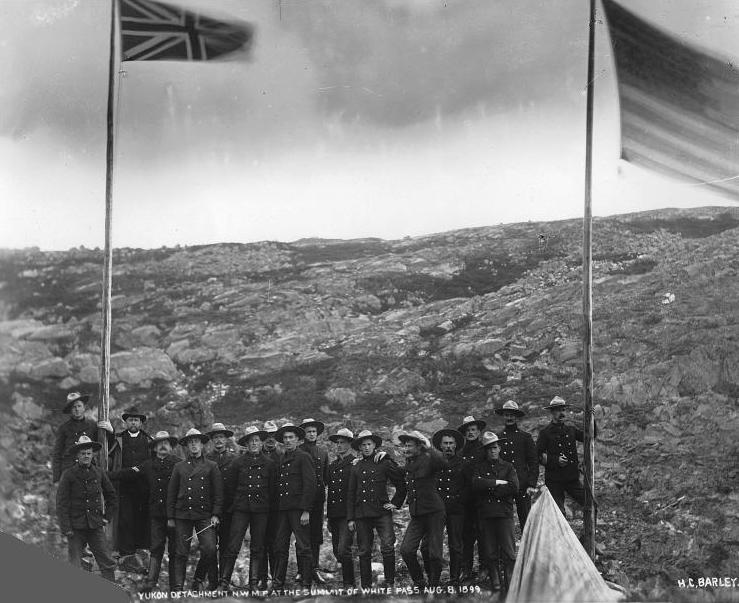
Détachement de la NWMP au col White, Yukon, lors de la dispute de la frontière de l'Alaska, 1899.
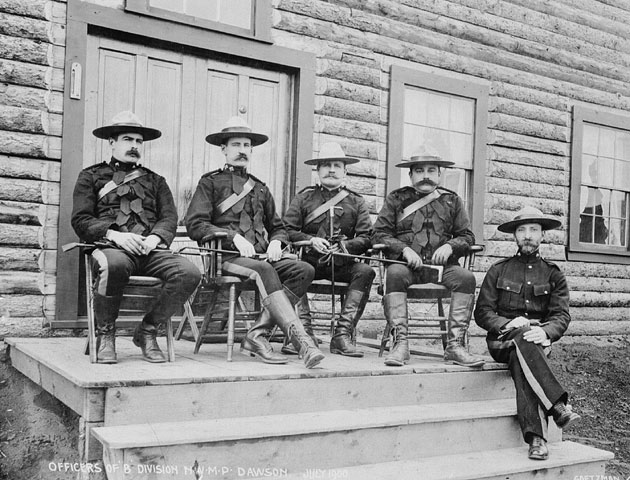
Policiers de la NWMP au Yukon, 1900.
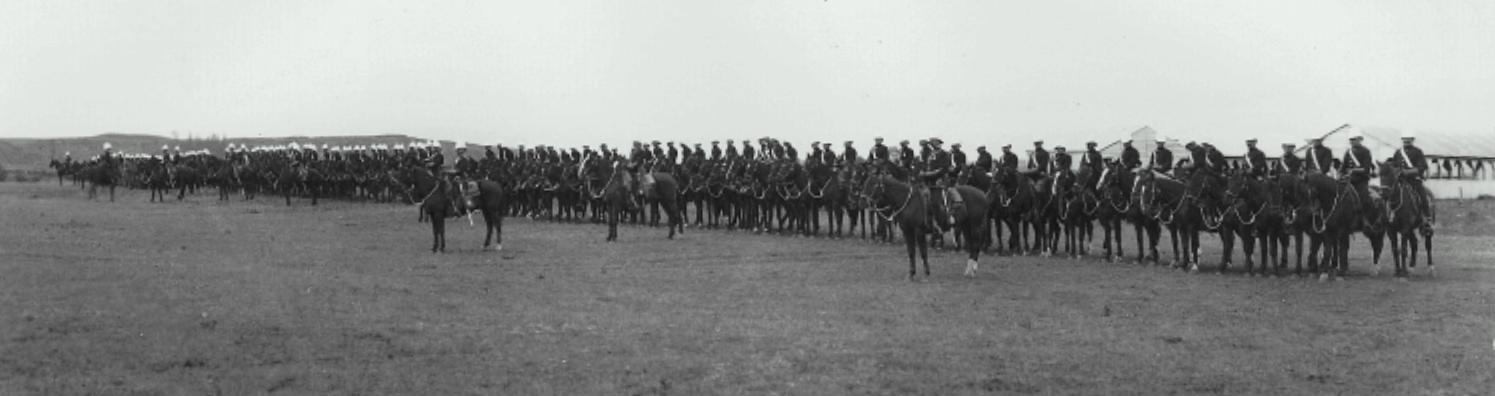
Agents de la Police montée du Nord-Ouest, lors d'une visite royale, 1901.

En 1894, l'inspecteur Charles Constantine de la NWMP est envoyé au Yukon pour enquêter sur un afflux soudain de mineurs et de marchands d'alcool. Dans son rapport, il prédit correctement une ruée vers l'or et recommande de toute urgence l'envoi d'un contingent de la NWMP pour assurer la souveraineté du territoire et collecter les droits de douane. Il est renvoyé l'année suivante avec vingt hommes. Lorsque la ruée du Klondike se produit en 1898, lui et son illustre successeur Sam Steele en font la course du genre la plus civilisée de l'histoire.
La NWMP a non seulement assuré le respect des lois mais également perçu les douanes et pourvu au bien être des prospecteurs. La NWMP ne parvint pas à exercer un contrôle au point de débarquement des coureurs à Skagway (Alaska) et décida donc de mettre son point de contrôle au col Chilkoot qui mène au Yukon. On exigea entre autres que les prospecteurs amènent une tonne de biens de toutes sortes pour leur survie, ce qui a prévenu la famine, on inspecta tous les esquifs utilisés pour remonter le fleuve Yukon afin de s'assurer de leur sécurité et on créa le « Blue ticket » (ticket bleu) afin d'expulser les indésirables. On toléra cependant une certaine dose d'activités illégales, comme le jeu et la prostitution, pour garder la paix.
Il est ironique de penser que le parlement canadien discutait la dissolution de cette force de police au même moment et que ce sont les prospecteurs qui lui ont permis de continuer en lui donnant une réputation mondiale.

### Changement de mandat
Avant 1903, les activités et la juridiction de la NWMP se situent surtout près de la frontière américaine dans ce qui deviendra les Prairies canadiennes. Cette année-là, la NWMP voit ses effectifs déployés vers la côte de l'Arctique canadien. En 1904, le titre « Royal » est ajouté au nom de l'organisation pour devenir la Royal North-West Mounted Police (RNWMP). En 1905, elle reçoit la juridiction sur le reste de l'Alberta et de la Saskatchewan. En 1912, on la retrouve également dans la partie nord du Manitoba. Elle demeure fidèle à son système semi-militaire.
Après la Première Guerre mondiale, elle est vue comme un reliquat du XIXe siècle. Dans le Canada en voie d'industrialisation du XXe siècle, la RNWMP est vouée à l'extinction, remplacée par des forces de polices urbaines ou provinciales. Le gouvernement décida cependant de l'unir à la Police du Dominion, une force de police originellement créée pour la protection des parlementaires et devenue en 1911 l'équivalent de la RNWMP pour l'Est du Canada. La fusion donne la Gendarmerie royale du Canada le 1er février 1920, une police fédérale responsable de la sécurité nationale qui gardera la plupart des caractéristiques organisationnelles et visuelles, dont l'uniforme de parade, de la RNWMP.